# Tharon Mayes
Tharon Rex Mayes (New Haven, 9 settembre 1968) è un ex cestista statunitense, professionista nella NBA e in Europa.
È il patrigno di Xavier Rathan-Mayes, cestista canadese.

## Palmarès
- CBA All-Rookie First Team (1991)
- All-USBL Second Team (1991)